# Gårdby församling
Gårdby församling var en församling i Ölands södra kontrakt, Växjö stift, Mörbylånga kommun på Öland i Kalmar län. Församlingen uppgick 2002 i Norra Möckleby, Sandby och Gårdby församling.
Församlingskyrka var Gårdby kyrka.

## Administrativ historik
Församlingen har medeltida ursprung.
Församlingen var före 1588 en del i Norra Möckleby pastorat, för att några år från 1588 utgöra ett eget pastorat, för att därefter fram till 1962 vara annexförsamling i pastoratet Sandby och Gårdsby som från 1 maj 1926 också omfattade Norra Möckleby församling. Församlingen var från 1962 annexförsamling i pastoratet Glömminge, Algutsrum, Sandby, Gårdby och Norra Möckleby.  Församlingen uppgick 2002 i Norra Möckleby, Sandby och Gårdby församling.
Församlingskod var 084017.

## Series pastorum
| Ämbetstid | Namn           | Levnadstid    |
| 1588–?    | Giord Gudmundi | d. efter 1590 |